# Campethera caroli
Campethera caroli là một loài chim trong họ Picidae.